# 巴洛山脊
巴洛山脊（Dorsa Barlow）是月球静海中靠近澄海边界的一道皱岭，其中心月面坐标为14°00′N 30°36′E / 14.0°N 30.6°E，全长约110公里，名称取自英国地质学家、皇家学会成员威廉·巴洛（William Barlow，1845年8月8日-1934年2月28日），1976年国际天文联合会在法国格勒诺布尔召开的大会上，该名称与其它众多月球地名一道被正式批准接受。